# Raymond van het Groenewoud
Raymond van het Groenewoud (Schaerbeek, Belgija 14. veljače 1950.) je jedan od najpopularnijih belgijskih glazbenih umjetnika. 
Roditelji su mu Nizozemci iz Amsterdama. Karijeru započinje 1973. i od tada radi mnogo hitova vrlo popularnih kako u Flandriji tako i u Nizozemskoj u više glazbenih stilova. Njegovi najveći hitovi su Vlaanderen boven, Meisjes, Je veux de l'amour i Liefde voor muziek. Za sebe kaže da je glazbenik kao i pjesnik, filozof i klaun.
Oženjen je s bivšom novinarkom Sigrid Spruyt od 6. travnja 2009. Vjenčanje se održalo u Bruggeu.